# Bachtiar Achmedov
Bachtiar Sjachabutdinovitj Achmedov (ryska: Бахтияр Шахабутдинович Ахмедов; kumykiska: Ахмедланы Багьтияр Шагьабутдинны уланы), född 5 augusti 1987 i Bujnaksk i Ryska SFSR i Sovjetunionen, är en rysk brottare. Vid olympiska sommarspelen 2008 i Peking tog Achmedov silver i supertungviktsbrottning i fristilsklassen. Efter att vinnaren Artur Taymazovs dopingprov senare visat sig vara positivt, tilldelades Achmedov guldmedaljen.